# Skyddsrummet Slottsbacken

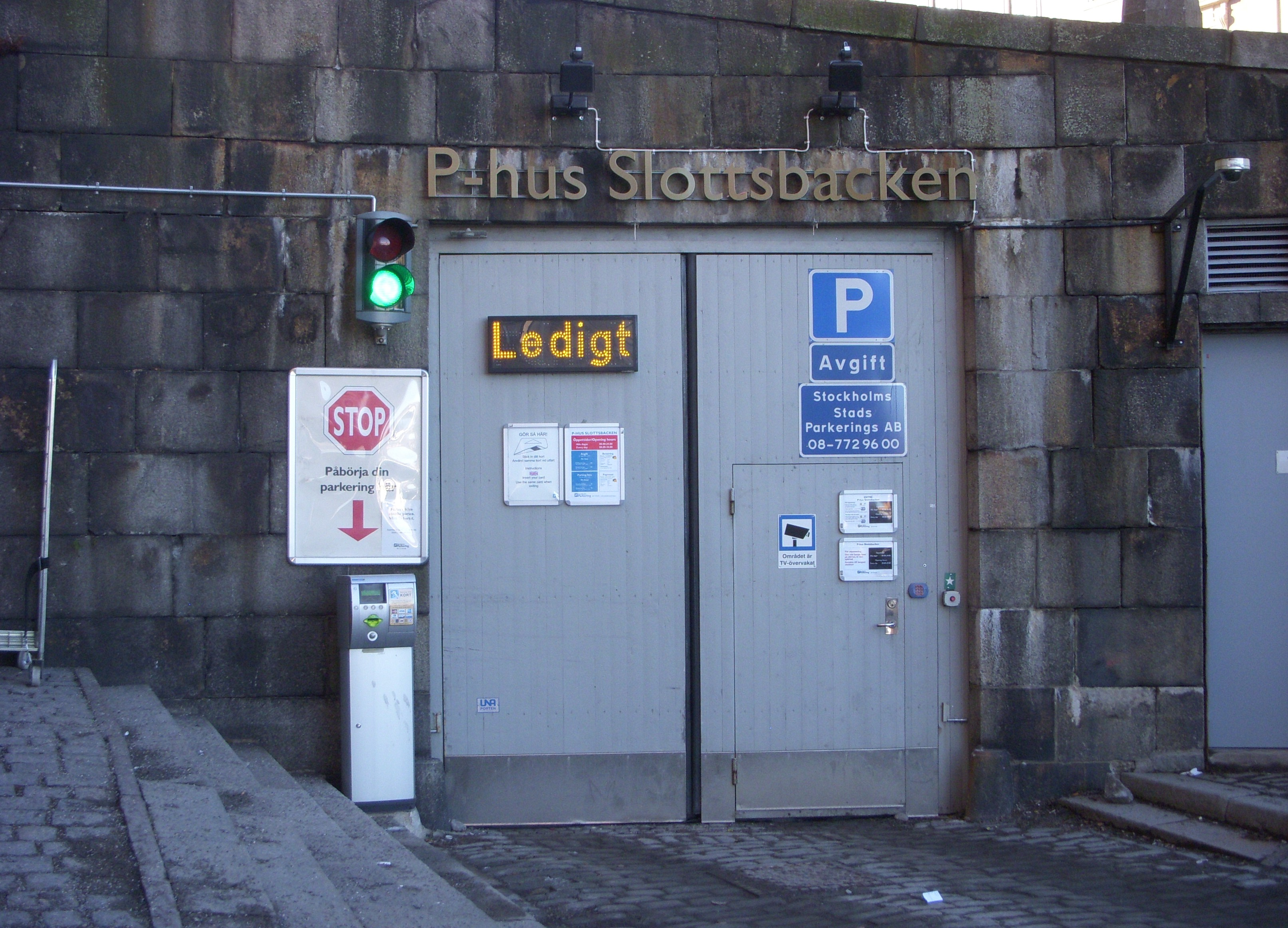
Infart till "P-hus Slottsbacken", 2012.

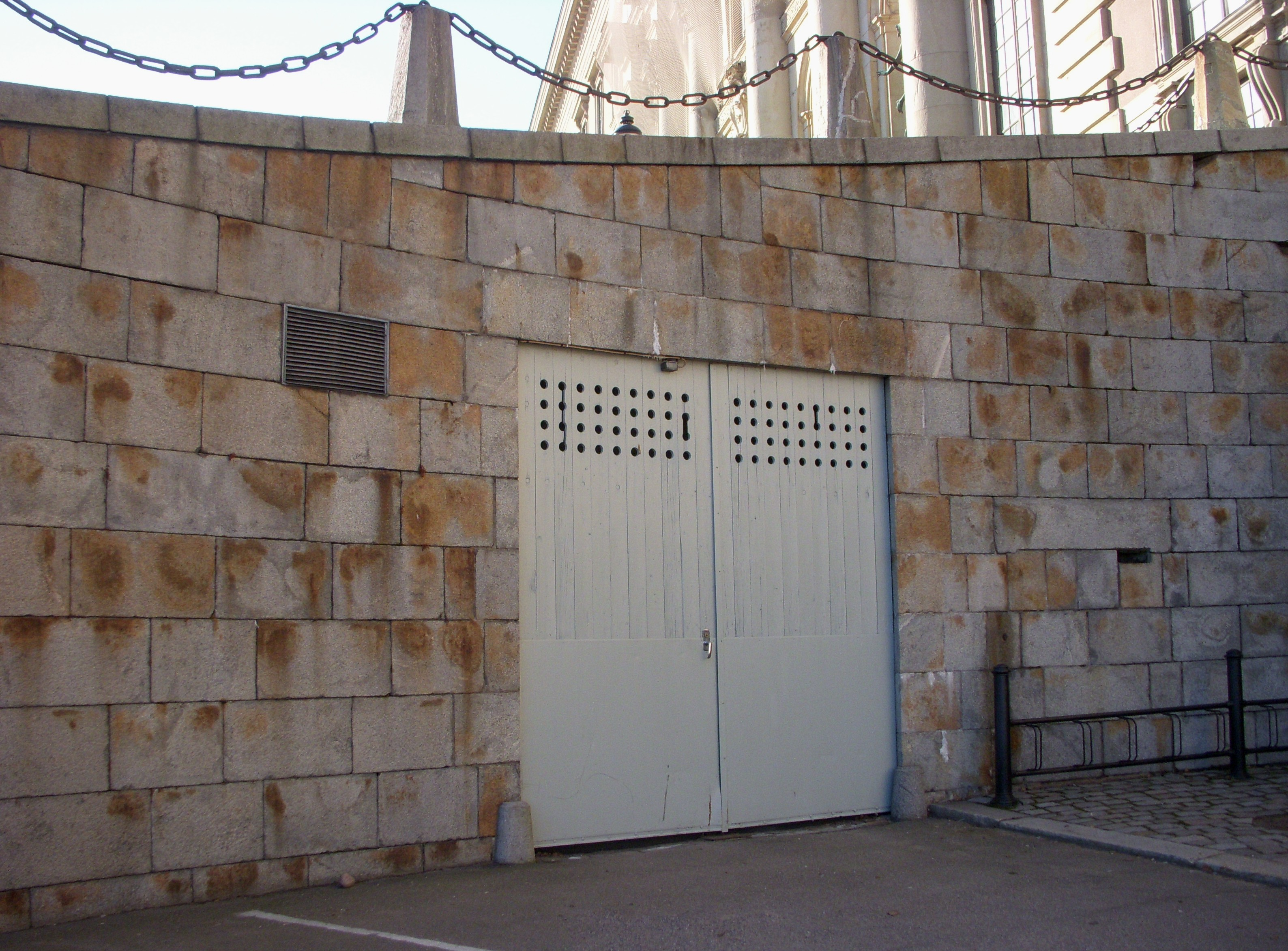
Inrymningsväg utanför Livrustkammaren.

Skyddsrummet under Slottsbacken i Gamla stan, Stockholm anlades 1941 som ett så kallat befolkningsskyddsrum. Utrymmet under Slottsbacken övertogs av Stockholms stad och renoverades till ett parkeringsgarage för allmänheten som öppnade i augusti 2006. Anläggningen är skyddsrumsklassad av Statens Räddningsverk, vilket innebär att det ska kunna ställas i ordning för sitt ändamål som skyddsrum inom 48 timmar.

## Bakgrund
År 1938, ett år innan utbrottet av andra världskriget, tog Stockholms stadsfullmäktige upp frågan om inrättande av ett antal större skyddsrum i Stockholm. 1939 påbörjades ett 15-tal skyddsrum, insprängda i berg, för vartdera 300 personer. Totalt hade stadsfullmäktige anslagit 3,5 miljoner kronor till offentliga skyddsrum. I luftskyddskonceptet ingick även evakuering av gamla och barn  till en säker plats utanför Stockholm.

## Bygget
Anläggningen färdigställdes 1941 och fick en yta av 650 m² vilket skulle ge skydd åt mellan 800 och 900 personer. Skyddsrummet under Slottsbacken är inget bergfast skyddsrum, d.v.s helt omgivet av berg, som exempelvis Katarinabergets skyddsrum eller Skyddsrummet Johannes, utan är utsprängt respektive utschaktat från ytan och sedan platsbyggt i armerad betong. Samma metod användes för Skyddsrummet Hötorget (byggd 1939–1940).
Inrymningen sker dels från södra sidan av Slottsbacken utanför nr 6 (Myntkabinettet), dels från norra sidan utanför entrén till Livrustkammaren. Den södra rampen fungerar sedan 2006 som infart till P-hus Slottsbacken, den norra är stängd för allmänheten. I krisfall kunde ramperna avskiljas från yttervärlden med detonationsportar (upphängningsanordning för dem finns kvar). De skyddssökande nådde sedan skyddsrummet via två gasslussar, som är intakta. Idag (2012) sköts garaget av Stockholm Parkering som tillhandahåller 18 p-platser för allmän 24-timmars parkering.

## Bilder

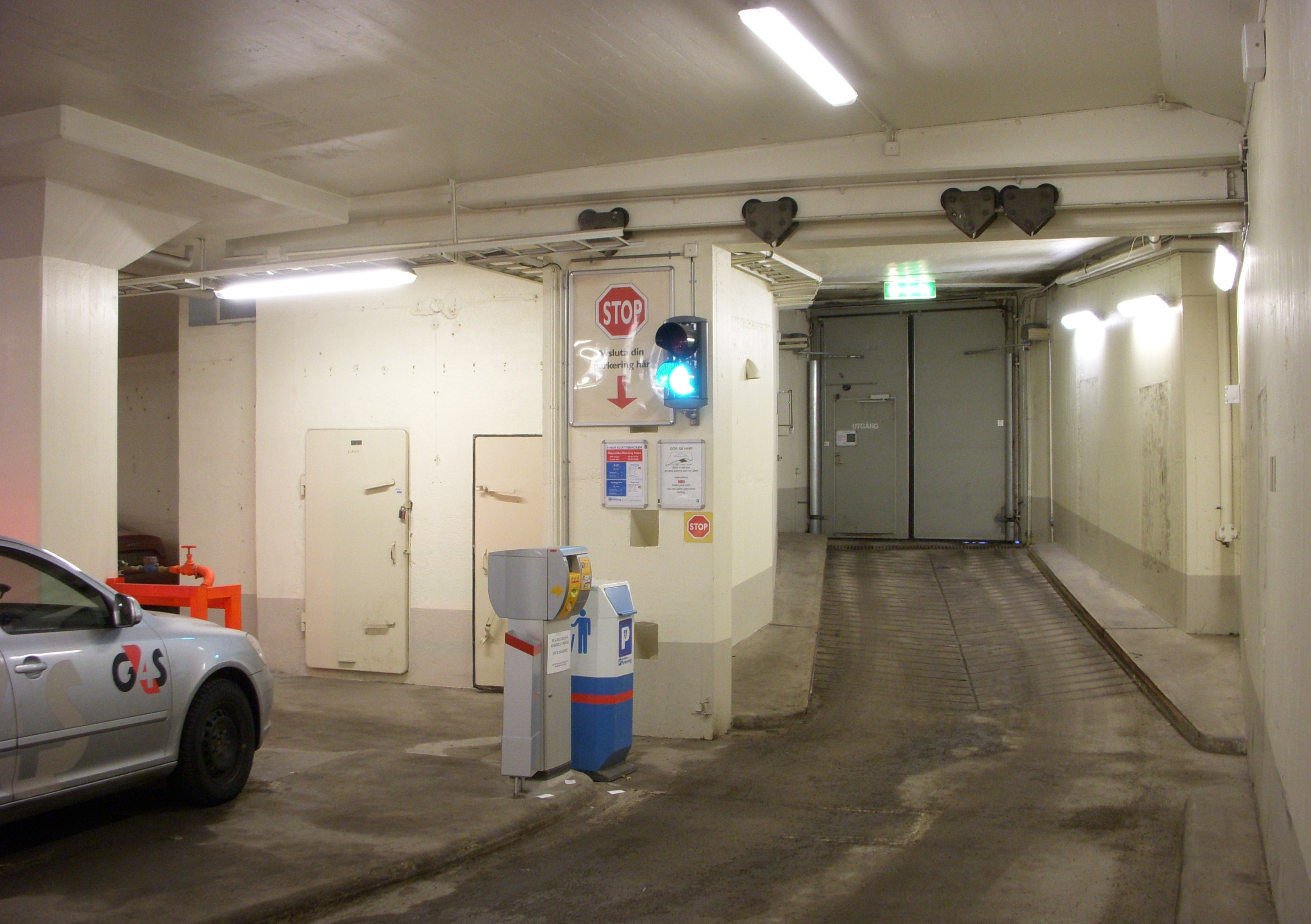
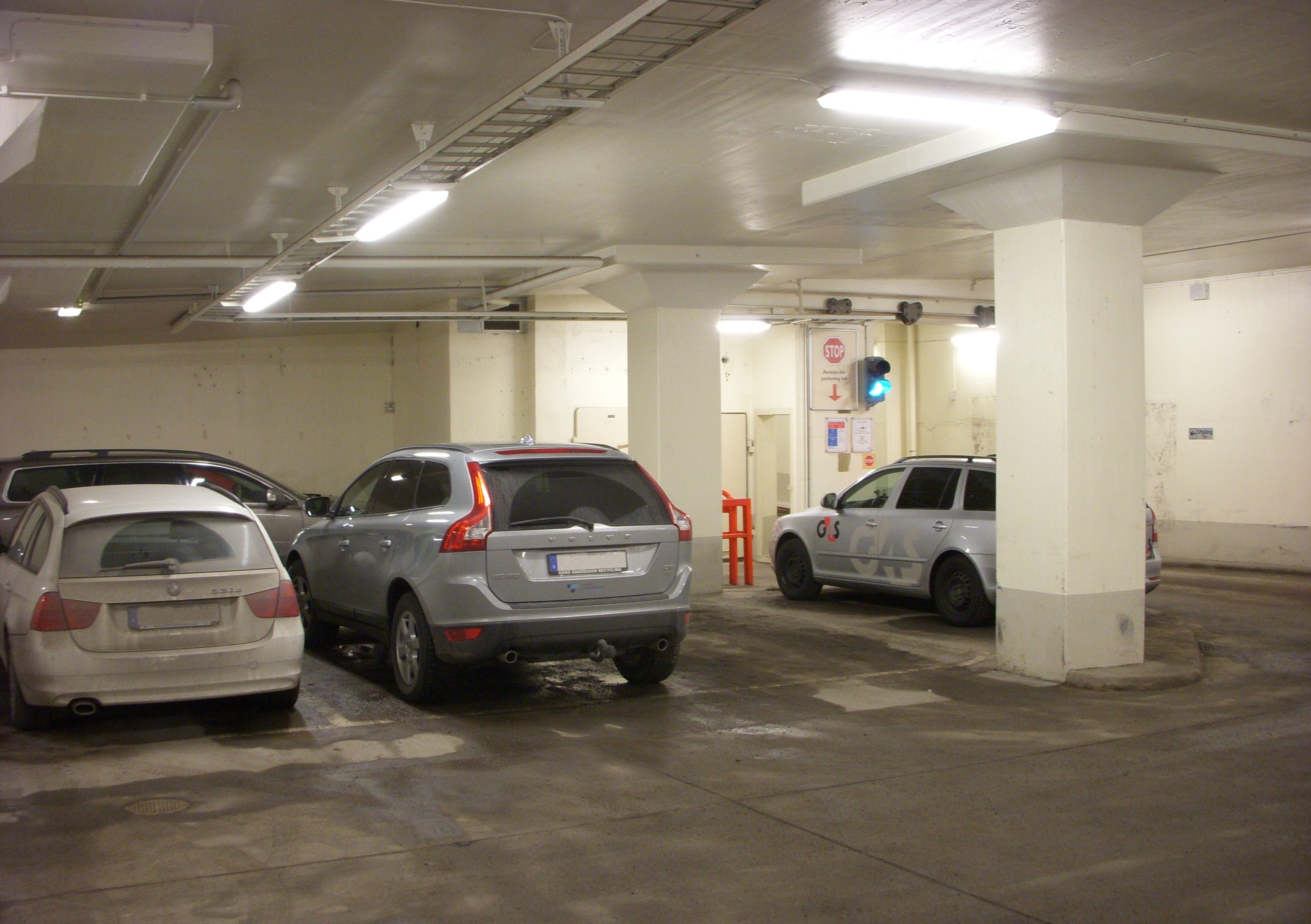
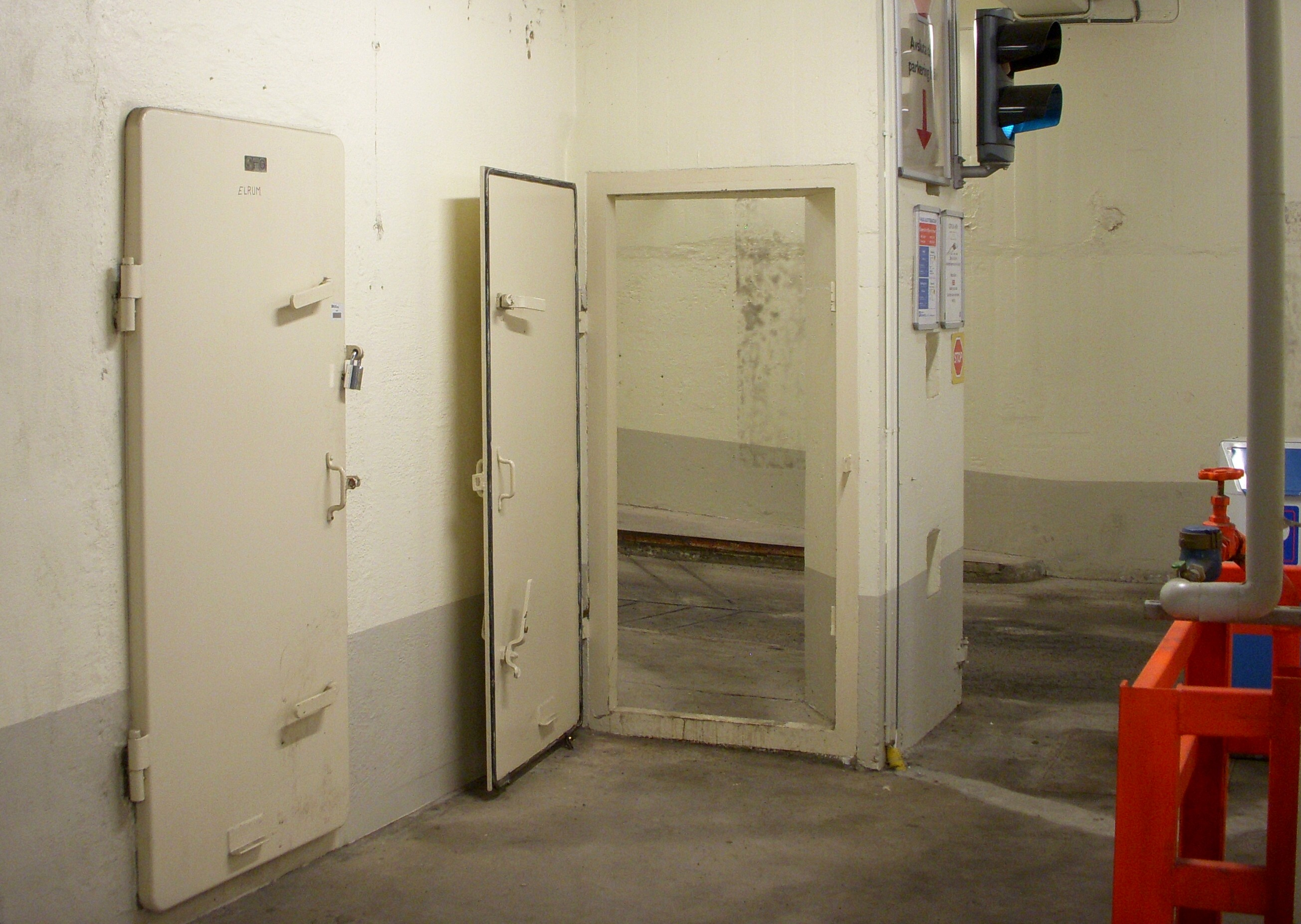
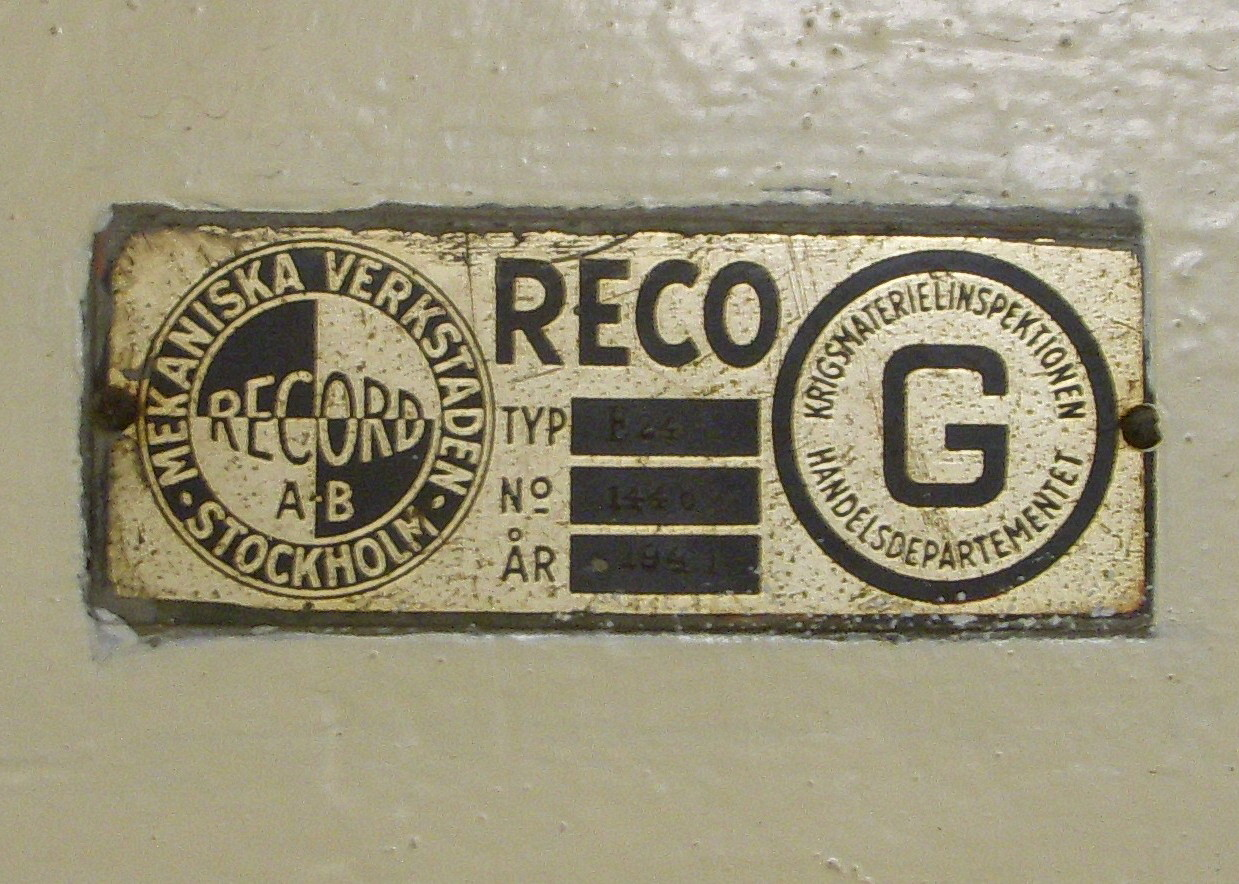